# Paraxerus lucifer
Paraxerus lucifer — вид гризунів родини Sciuridae, що зустрічається в Малаві, Танзанії та Замбії. У Малаві він зустрічається в пагорбах Місуку та на плато Ньїка, а також у горах Порото та на горі Рунгве в Танзанії; його не було знайдено в Замбії, де очікувалося його появу на пагорбах Мафінга та горах Макуту. Його природними середовищами існування є субтропічні або тропічні вологі гірські ліси, субтропічні або тропічні сухі чагарники та субтропічні або тропічні сухі низинні луки. Йому може загрожувати втрата середовища існування.

## Характеристики
P. lucifer досягає середньої довжини голови й тулуба приблизно від 20,1 до 24,1 сантиметра, хвоста — приблизно від 18,6 до 21,8 сантиметра. Вага становить приблизно від 300 до 675 грамів. Довжина задніх лап становить приблизно від 48 до 55 міліметрів, довжина вух — від 15 до 22 міліметрів. Тварини мають світле червонувато-коричневе хутро без спинних або бічних смуг; на спині часто присутня чорна пляма довгого чорного волосся. Хутро на спині довге та м’яке. Волоски сірі в базальній половині та червонувато-коричневі у верхній частині з чорним кінчиком. Боки тіла червонувато-коричневі; волосся відповідає кольору спинного волосся і не має чорного кінчика. Черево, груди та горло сірі та складаються з сірого волосся зі сріблястими або білуватими кінчиками. Голова, щоки та підборіддя того ж кольору, що й спина. Передні та задні лапи дуже світло-червонувато-коричневі. Помірно довгий хвіст, близько 60% довжини голови й тулуба, також червонувато-коричневий і має волоски на верхній стороні з блідо-червонувато-коричневою основою, яскраво-червоним кінчиком та чорною підкінцевою смугою. Низ хвоста світло-червонувато-коричнева.

## Спосіб життя
Про спосіб життя доступно дуже мало інформації. Вона живе в тропічних лісах ізольованих гірських регіонів з великою кількістю опадів. Ці тварини ведуть денний спосіб життя, живуть на деревах, всеїдні та, ймовірно, харчуються на землі та на деревах. Їхній раціон складається з фруктів, горіхів та інших частин рослин, а також комах, таких як мурахи та терміти.